# Gostyń

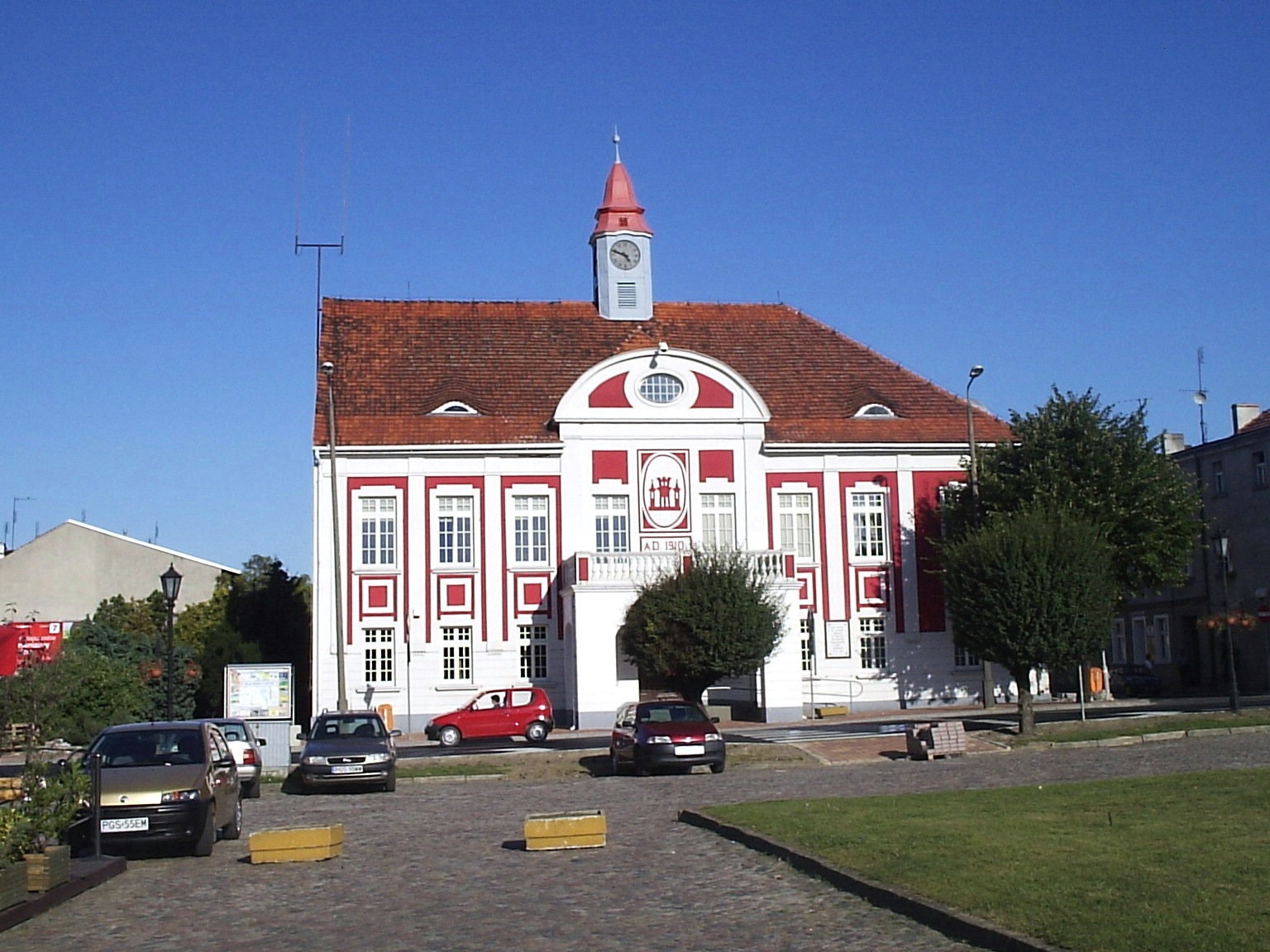
Clădirea primăriei

Gostyń este un oraș în Polonia.